# Sarah Katsoulis
Sarah Jane Katsoulis (Milton, 10 maggio 1984) è una nuotatrice australiana.

## Carriera
Fortemente specializzata nella rana e nelle staffette, ha vinto numerose medaglie a livello continentale e mondiale.

## Palmarès
- Mondiali

Roma 2009: argento nella 4x100m misti e bronzo nei 50m rana.
- Mondiali in vasca corta

Indianapolis 2004: bronzo nei 200m rana.
Manchester 2008: argento nei 50m rana e nella 4x100m misti.
Dubai 2010: bronzo nella 4x100m misti.
Istanbul 2012: argento nella 4x100m misti e bronzo nei 50m rana.
- Giochi del Commonwealth

Delhi 2010: bronzo nei 200m rana.
- Giochi PanPacifici

Victoria 2006: bronzo nei 100m rana e nella 4x100m misti.
Irvine 2010: bronzo nei 100m rana.